# تقنيات غاندالف
تقنيات غاندالف المحدودة أو ببساطة غاندالف، كانت شركة اتصالات بيانات كندية مقرها في أوتاوا. اشتهرت بأجهزة المودم والمحولات الطرفية التي سمحت لمحطات الكمبيوتر بالاتصال بأجهزة الكمبيوتر المضيفة من خلال واجهة واحدة. كانت غاندالف أيضًا رائدة في إنشاء محطة بيانات متنقلة تعتمد على الراديو والتي كانت شائعة لسنوات عديدة في أنظمة إرسال سيارات الأجرة. أدى الارتفاع السريع لـ بروتوكول التحكم بالنقل/ بروتوكول الانترنت إلى نقل العديد من منتجات غاندالف إلى مكانه متخصصة، و افلست الشركة في عام 1997؛ تم شراء أصولها بواسطة Mitel.

## التاريخ

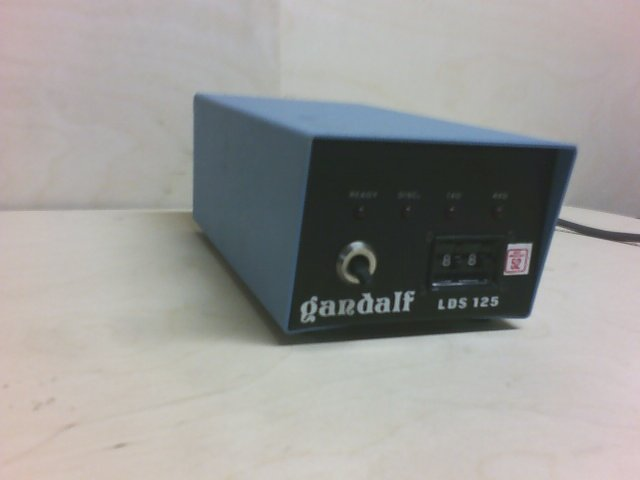
كان محدد مضيف محطة غاندالف أو "صندوق غاندالف" سمة شائعة في العديد من مراكز الكمبيوتر بالجامعات والشركات في التسعينيات لقد اتصلت بعارضة غاندالف PACX في غرفة الآلة.

تأسست غاندالف على يد ديزموند كننغهام وكولين باترسون في عام 1971، بدأ العمل من بهو فندق سكاي لاين الذي أصبح الآن فندق كراون بلازا في شارع ألبرت في أوتاوا.
كانت المنتجات الأولى للشركة عبارة عن أنصاف جسور ذات مظهر صناعي للمحطات البعيدة والتي كانت مدعومة بمضاعفات طرفية كبيرة على "طرف الكمبيوتر" أشارت غاندالف إلى هذه الأنظمة باسم "PACX"، قياسًا على الهاتف PABX الذي يقدم خدمات مماثلة في المجال الصوتي سمحت هذه الأنظمة للمستخدم "بالاتصال" بصندوق غاندالف ثم توجيهه إلى جهاز الكمبيوتر الذي يريد الاتصال به. بهذه الطريقة يمكن بناء شبكات كمبيوتر كبيرة في مكان واحد باستخدام موارد مشتركة، بدلاً من الاضطرار إلى تخصيص محطات طرفية لأجهزة مختلفة كانت هذه الأنظمة شائعة بشكل خاص في الشركات والجامعات الكبيرة.
استبدلت غاندالف هذه الأنظمة بأجهزة مودم "حقيقية" سواء للاستخدام من مضيف إلى مضيف أو للعاملين عن بعد على عكس معظم أجهزة المودم، كانت أجهزة غاندالف عبارة عن أنظمة مخصصة تهدف إلى الاتصال بمودم غاندالف آخر فقط وتم تصميمها للحصول على أقصى أداء ممكن. باعت غاندالف عددًا من التصميمات المختلفة المعدة للاستخدام بأطوال خطوط وجودة مختلفة بدءًا من أجهزة المودم ذات 4 أسلاك التي تعمل بسرعة 9600 بت/ثانية على مسافات "قصيرة" (ارتفعت إلى 19200 بت/ثانية في الطرز اللاحقة) إلى 2400 بت/ثانية موديلات 2 للسلكين تعمل على مسافات أطول. على الطرف المضيف يمكن ربط كتل المودم بنفس معدات الإرسال PACX مما يجعل الوصول المحلي والبعيد متطابقًا إلى حد كبير.
مع إدخال أجهزة المودم عالية السرعة منخفضة التكلفة في أوائل التسعينيات، أصبحت غاندالف غير ذي صلة على نحو متزايد، حتى الحلول عالية السرعة سرعان ما تتفوق عليها الأنظمة القياسية مثل الإصدار v.32bis. أدت المحولات الطرفية منخفضة التكلفة المستندة إلى تقنيات RADIUS (والمشابهة) المتصلة بشبكة Ethernet إلى زيادة تآكل أعمالها الأساسية؛ حيث تقدم ميزات مشابهة لمحولات PACX. كانت حلول غاندالف بالتأكيد "منخفضة التقنية" اختار المستخدمون جهاز الكمبيوتر الذي يريدون الاتصال به عن طريق تحديد رقم مكون من رقمين في مقدمة المودم، وغالبًا ما يتطلب ذلك "دفتر هاتف" في حالة استخدام أكثر من جهاز كمبيوتر مضيف. بالمقارنة، تتضمن المحولات الطرفية الأكثر حداثة بشكل عام واجهة سطر أوامر تسمح للمستخدم باختيار مضيف من الدليل الذي ظهر على طرفه. لم تفعل مقدمات مكثفات Ethernet والإصدارات المستندة إلى ISDN لمحولات المضيف السابقة سوى القليل لإصلاح المشكلة ولم تصبح أبدًا شائعة جدًا مقارنة بالحلول القياسية المقدمة من البائعين الآخرين.
تقدمت شركة تقنيات غاندالف بطلب للإفلاس في عام 1997. اشترت شركة Mitel جميع أعمال منتجات غاندالف بما في ذلك الملكية الفكرية وحسن النية للشركة بما في ذلك الحق الحصري في استخدام الاسم في جميع أنحاء العالم مقابل 14.9 مليون دولار.
استخدمت Mitel تكنولوجيا البيانات والموظفين للمساعدة في نقل قسم PBX الخاص بها إلى سوق VoIP. حاولت Mitel الاحتفاظ ببعض منتجات بيانات غاندالف في السوق لفترة قصيرة لكن ضعف المبيعات أدى إلى التخلي عنها.